# مرا با نامت صدا کن (فیلم)
من را با نامت صدا کن (انگلیسی: Call Me by Your Name) فیلم درام عاشقانهٔ بلوغِ سالِ ۲۰۱۷ به کارگردانی لوکا گوادانینو است. فیلم‌نامهٔ آن به‌دست جیمز آیووری بر اساس رمان ۲۰۰۷ به همین نام اثر آندره اسیمن نوشته شده‌است. این فیلم پس از من عشق هستم (۲۰۰۹) و شیرجه (۲۰۱۵) آخرین قسمت در سه‌گانهٔ موضوعی «تمایل» ساختهٔ گوادانینو است. داستان فیلم در سال ۱۹۸۳ در شمال ایتالیا می‌گذرد و رابطهٔ عاشقانهٔ میان پسری ۱۷ ساله به‌نام الیو پرلمن (تیموتی شالامی) و دانشجوی ۲۴ ساله به‌نام الیور (آرمی همر) را روایت می‌کند. مایکل استولبارگ، آمیرا کاسار، استر گارل و ویکتوئار دو بوئا از دیگر بازیگران این فیلم هستند.
توسعهٔ فیلم در سال ۲۰۰۷ که تهیه‌کنندگان پیتر اسپیرز و هوارد روزنمن حق اقتباس رمان اسیمن را برای مدتی اجاره کردند، آغاز شد. آیووری برای کارگردانی مشترک پروژه با گوادانینو انتخاب شده بود، اما در سال ۲۰۱۶ کنار رفت. گوادانینو به عنوان فیلم‌نامه‌خوان به پروژه ملحق شده بود و در نهایت تنها کارگردان و یکی از تهیه‌کنندگان آن شد. من را با نامت صدا کن توسط چندین شرکت بین‌المللی تأمین مالی شد و تصویربرداری آن بین مه و ژوئن ۲۰۱۶ عمدتاً در شهر و کومونه کرما، لومباردی صورت گرفت. سازندگان فیلم هفته‌ها را صرف تزئین ویلا آلبرگونی (یکی از مکان‌های اصلی فیلم‌برداری) کردند. گوادانینو ساخت موسیقی متن فیلم که شامل دو قطعه اصلی از خواننده-ترانه‌سرای آمریکایی سوفیان استیونز است را بر عهده داشت.
حق توزیع من را با نامت صدا کن پیش از افتتاحیهٔ آن در جشنوارهٔ فیلم ساندنس در ۲۲ ژانویهٔ ۲۰۱۷ به‌وسیلهٔ سونی پیکچرز کلاسیکس به‌دست‌ آمد. این فیلم در ۲۴ نوامبر ۲۰۱۷ اکران محدودی را در ایالات متحده آغاز کرد و در ۱۹ ژانویهٔ ۲۰۱۸ اکران عمومی شد. این فیلم اساساً بابت فیلم‌نامه، کارگردانی، فیلم‌برداری، و نقش‌آفرینی شالامی مورد تحسین منتقدان قرار گرفت. من را با نامت صدا کن شماری جایزه و نامزدی کسب کرد که اکثراً در زمینهٔ فیلم‌نامه، کارگردانی، بازیگری و موسیقی بود. این فیلم در مراسم اسکار نامزد دریافت چهار جایزه شامل بهترین فیلم و بهترین بازیگر مرد برای شالامی شد که در آن‌جا جایزهٔ بهترین فیلم‌نامه اقتباسی را کسب کرد.

## داستان
در تابستان ۱۹۸۳، الیو پرلمن، پسر ایتالیایی-فرانسوی یهودی ۱۷ ساله، با والدینش در محدودهٔ روستایی شمال ایتالیا زندگی می‌کند. پدر الیو، استاد باستان‌شناسی، از یک دانشجوی ۲۴ سالهٔ آمریکایی یهودی به نام اُلیور دعوت می‌کند تا در طول تابستان با خانواده‌اش زندگی کند و در امور تحصیلی به او کمک کند. الیو، کتاب‌باز درون‌گرا و موسیقی‌دان، در ابتدا فکر می‌کند با الیور، که مطمئن و بی‌خیال به نظر می‌رسد، شباهت چندانی ندارد. الیو بیشتر تابستان را به خواندن، نواختن پیانو و معاشرت با دوستان دوران کودکی خود، کیارا و مرزیا می‌گذراند. در طول مسابقهٔ والیبال، الیور پشت الیو را لمس می‌کند اما الیو او را کنار می‌زند. اما الیو بعداً با دیدن الیور که در حال تعقیب کیارا است، حسادت می‌کند.
الیو و الیور زمان بیشتری را با هم می‌گذرانند، به پیاده‌روی‌های طولانی در شهر می‌روند و پدر الیو را در یک سفر باستان‌شناسی همراهی می‌کنند. الیو بیش از پیش به سمت الیور جذب می‌شود، حتی به اتاق الیور می‌رود تا لباس او را بو کند. الیو در نهایت احساسات خود را به الیور اعتراف می‌کند و او به او می‌گوید که نمی‌توانند در مورد چنین موضوعاتی صحبت کنند. بعداً در مکانی خلوت، آن دو برای اولین بار یکدیگر را می‌بوسند. آن‌ها برای چندین روز صحبت نمی‌کنند.
الیو با مرزیا قرار می‌گذارد و آن دو با هم رابطه جنسی دارند. الیو یادداشتی برای الیور می‌گذارد تا به سکوتشان پایان دهند. الیور نامه می‌نویسد و از الیو می‌خواهد که نیمه شب با او ملاقات کند. الیو موافقت می‌کند و برای اولین بار با هم می‌خوابند. پس از آن، الیور به الیو می‌گوید: «من را با نام خود صدا کن و من تو را با نام خود صدا خواهم کرد». صبح روز بعد، الیو گریه می‌کند که چقدر زمان کمی برای او و الیور باقی مانده‌است. مرزیا پس از اینکه سه روز از او خبری نداشت با الیو روبرو می‌شود. الیو بی‌احساس به مرزیا پاسخ می‌دهد.
با نزدیک شدن به پایان اقامت الیور، والدین الیو که به نظر می‌رسد از پیوند بین آن دو آگاه هستند، توصیه می‌کنند که او و الیور قبل از بازگشت الیور به ایالات متحده با هم از برگامو دیدن کنند و آن‌ها سه روز عاشقانه را با هم سپری کنند. الیو که بعد از رفتن الیور دلش شکسته، با مادرش تماس می‌گیرد و از او می‌خواهد که او را از ایستگاه قطار به خانه ببرد. مرزیا با احساسات الیو همدردی می‌کند و می‌گوید که می‌خواهد با او دوست بماند. پدر الیو با مشاهده غم و اندوه عمیق الیو به اومی گوید که از رابطه‌اش با الیور آگاه بوده و اعتراف می‌کند که در جوانی خود نیز چنین رابطه ای داشته‌است. او از الیو می‌خواهد به جای اینکه خیلی سریع با آن کنار بیاید، از غم و اندوه خود درس بگیرد و رشد کند.
در حین حنوکا، الیور با خانواده الیو تماس می‌گیرد تا به آن‌ها بگوید با زنی که چند سالی است او را می‌بیند نامزد کرده‌است. الیو ناراحت الیور را به نام خود صدا می‌کند و الیور نیز با نامش پاسخ می‌دهد. الیور همچنین می‌گوید که همه چیز را به خاطر می‌آورد. پس از تماس، الیو کنار شومینه می‌نشیند و در حالی که والدین و خدمتکاران شام تعطیلات را آماده می‌کنند، به شعله‌های آتش خیره می‌شود و گریه‌کنان فکر می‌کند.